# Cigole
Cìgole (Sìgole in dialetto bresciano) è un comune italiano di 1 467 abitanti della provincia di Brescia in Lombardia.

## Geografia fisica
Il paese si trova sulle rive del fiume Mella.

## Storia
Le origini dell'abitato sono fatte risalire al XII secolo quando il nome è attestato nella forma "Ceole", forse derivante dalle "celle" del convento di Sant'Eufemia della Fonte, che ebbe in possesso l'abitato fino al XV secolo. Il nome è attestato successivamente come "Cigolis", "Zigoli" e infine nell'attuale Cigole, a partire dal XVII secolo.
Nel 1432 il paese entrò a far parte del ducato di Milano e nel 1511 venne dato in feudo a Tommaso Cigola, scudiero del re Luigi XIII di Francia. Nel 1628 il feudo passò tramite matrimonio ai Luzzago.

### Simboli
Lo stemma e il gonfalone sono stati concessi con decreto del presidente della Repubblica del 26 giugno 2008.
Il gonfalone è un drappo di giallo.
Per un certo periodo il comune aveva ripreso ed usato liberamente come proprio stemma l'insegna dei Cigola: troncato di verde e di rosso, al quartier franco d'argento; col capo d'oro, caricato di un'aquila di nero, coronata d'oro. Non essendo possibile utilizzare come emblema civico il blasone di una famiglia, nel 2008 è stato adottato lo stemma attuale, simile a quello di Pompiano, con la torre a rappresentare uno 
dei pochi resti oggi visibili dell'originario maniero già 
diroccato nel XVI secolo.

### Parroci
- Pellegrini Battista di Cigole (1532 c.)
- Pellegrini Gabriele di Cigole (? - 1580)
- Lucio Simili (1581 - 1583)
- Planeri Stefano di Travagliato (1583 - 1595)
- Planeri Girolamo di Quinzano (1595 - 1609)
- Gennari Tomaso di Gabbiano (1611 - 1630)
- Biscardi G.Battista (1630 - 1662)
- Bogarelli Domenico di Seniga (1662 - 1703)
- Passirani Paolo di Pavone (1703 - 1714)
- Bianchi G.Battista di Brescia (1714 - 1743)
- Lorandi Giulio di Alfianello (1743 - 1769)
- Porcelli Luigi di Verona (1769 - 1806)
- Podavini Gius. Antonio di Comero (1806 - 1820)
- Bogarelli Giacomo di Seniga (1820 - 1867)
- Albini G.Battista di S.Gervasio (1867 - 6 agosto 1899)
- Meda Giuseppe di Ludriano (1900)
- Magnocavallo Luigi di Treviso (5 novembre 1932 - 1969)
- Luigi Pizzetti, vic. econ. (1969 - 1972)
- Pietro Manenti di Scarpizzolo (5 novembre 1972 - 1990)
- Faustino Conti (1990-1999)
- Giovanni Girelli di Alfianello (1999-2014)
- Abramo Camisani di Milzanello (2014 - ad oggi)

## Monumenti e luoghi d'interesse
Il paese è diviso in due nuclei dal complesso del castello - palazzo - chiesa: il centro vero e proprio e una più piccola zona settentrionale.

### Il castello
Posto su un'elevazione, la costruzione risale probabilmente al XIII secolo. Era separato dal paese per mezzo di un ampio fossato, superato da un ponte protetto da una torre, unica parte oggi rimasta.

### Palazzo Cigola-Martinoni
Sorse per volere della nobile famiglia Cigola a partire dal XVI secolo, inizialmente come casa-torre. Il corpo di fabbrica centrale, ampliato alla fine del XVII, comprende un porticato a sette arcate su colonne. L'ala occidentale, si deve ad un intervento della seconda metà del XVIII secolo, attribuito a Giovanni Donegani. L'ala addossata alla originaria casa-torre fu aggiunta agli inizi del XIX secolo. A lato sorse nel 1835 una filanda
Nel 1860 il palazzo fu acquistato dal conte Luigi Martinoni e dal 1984 è di proprietà comunale.

### Parrocchiale di San Martino
L'attuale edificio sorse di fronte al palazzo al posto di un altro più antico a partire dalla fine del XVI secolo ed è stato attribuito alla famiglia di capimastri degli Avanzo. L'interno, a navata unica comprende un altare maggiore marmoreo del XVIII secolo e quattro altari laterali:
- l'altare di San Carlo conserva un dipinto con "San Carlo Borromeo con Madonna e angeli" di Antonio Gandino del 1615;
- altare della Madonna del Rosario con formelle raffiguranti i misteri del Rosario;
- altare del Santissimo Sacramento con dipinto raffigurante la "Deposizione" di Pietro Marone.

La chiesa è stata interessata da lavori di restauro nel 1975 e nel 2005.

### Chiesa di San Pietro
La chiesa fu eretta negli anni 1534-1539 La chiesa è riportata inizialmente come "ecclesia S.Petri campestri", e successivamente come "oratorio campestre dei Santi Pietro e Paolo" ed era custodita nel XVII secolo da un eremita. Agli inizi del XIX secolo è ricordata come "oratorio della Madonna di San Pietro" e quindi "chiesa della Beatissima Vergine Maria detta di San Pietro in campagna" e vi si era sviluppato un culto popolare della Vergine: in particolare vi si celebravano messe per chiedere la fine della siccità.
L'area antistante la chiesa è stata sistemata a giardino nel 2000.

### Chiesa di San Rocco
La prima attestazione dell'esistenza di questa chiesa risale al 1565 (ecclesia San Rocchi in platea). È attualmente in cattivo stato.

### Cappella della Valbruna
La cappella si trova poco fuori dal centro abitato, in direzione di Manerbio e una croce in marmo riporta la data del 1798 e la direzione verso la cappella presso la cascina Cilindro, dedicata ai "morti di Valbruna".
All'interno un affresco riporta un episodio seicentesco con un certo "Moniga" che provvede alla sepoltura dei morti di peste.

### Cascine
Nel territorio del comune sono presenti diverse antiche cascine, che costituivano il centro delle attività agricole prevalenti.
Tra queste si cita in particolare la "Cascina Belvedere", esempio di cascina fortificata cinquecentesca. Una cascina, attualmente sede della Cooperativa sociale L'Antica Terra, ha preso il nome di "Cilindro" per la presenza di un vecchio mulino.

## Società

### Evoluzione demografica
Abitanti censiti

### Lingue e dialetti
Nel territorio di Cigole, accanto all'italiano, è il dialetto bresciano.

### Istituzioni, enti e associazioni
Tra le associazioni presenti nella vita cittadina, si ricordano, l'associazione "Civiltà Contadina", "Lumen" (acronimo per "Libera Università Mensile Esclusivamente Nostrana"), l'associazione "Cigole in Festa"' (che si occupa principalmente dell'organizzazione dell'omonima festa), il Gruppo Terza Età, Adultità e l'associazione "Dono del Tempo" (ONLUS di diritto per il trasporto di cigolesi anziani o bisognosi presso le strutture ospedaliere).

## Cultura

### Pubblicazioni
Cigole fu sede, negli anni settanta, di un'accurata ricerca sul dialetto bresciano condotta per iniziativa della Regione Lombardia: 
- Glauco Sanga (trascrizioni musicali di Giorgio Ferrari), Dialetto e folklore (Ricerca a Cigole) (Mondo Popolare in Lombardia, vol.5),  Silvana Editoriale, 1979.

## Economia
L'economia del paese è tradizionalmente basata sull'agricoltura ed è praticato anche l'allevamento. La classificazione come zona depressa ha favorito la creazione di piccole attività industriali in campo tessile, che hanno impiegato soprattutto manodopera femminile. Recentemente sono sorte alcune attività artigianali. Alcuni dei residenti lavorano nei vicini comuni industriali di Manerbio, Verolanuova e Pavone del Mella.

## Amministrazione
| Periodo        | Periodo        | Primo cittadino         | Partito                           | Carica                  | Note   |
| -------------- | -------------- | ----------------------- | --------------------------------- | ----------------------- | ------ |
| 1866           | 1878           | Vincenzo Gambara        | ???                               | Sindaco                 |        |
| 1878           | 1884           | Bortolo Udeschini       | ???                               | Sindaco                 |        |
| 1884           | 1895           | Battista Lodetti        | ???                               | Sindaco                 |        |
| 1895           | 1904           | Pietro Gambara          | ???                               | Sindaco                 |        |
| 1904           | 1906           | Francesco Udeschini     | ???                               | Sindaco                 |        |
| 1907           | 1909           | Giovanni Battista Galli | ???                               | Sindaco                 |        |
| 1910           | 1912           | Pietro Gambara          | ???                               | Sindaco                 |        |
| 1913           | 1914           | Camillo Martinoni       | ???                               | Sindaco                 |        |
| 1915           | 1919           | Bortolo Udeschini       | ???                               | Sindaco                 |        |
| 1920           | 1923           | Giuseppe Udeschini      | ???                               | Sindaco                 |        |
| 1924           | 1931           | Fausto Albini           | ???                               | Sindaco                 |        |
| 1932           | 1939           | Camillo Martinoni       | ???                               | Sindaco                 |        |
| 1940           | 1942           | Pietro Zambelli         | ???                               | Sindaco                 |        |
| 1943           |                | Rocco Salatino          |                                   | Commissario prefettizio |        |
| 1944           |                | Fausto Penzini          |                                   | Commissario prefettizio |        |
| 1944           | 1945           | Alighiero Riccardi      |                                   | Commissario prefettizio |        |
| 1945           | 1946           | Gino Mezzadri           | Comitato di Liberazione Nazionale | Sindaco                 |        |
| 1946           | 1951           | Giuseppe Cherubini      | ???                               | Sindaco                 |        |
| 1951           | 1956           | Bortolo Bonazza         | ???                               | Sindaco                 |        |
| 1956           | 1965           | Paride Job              | ???                               | Sindaco                 |        |
| 1965           | 1970           | Delfino Tinelli         | ???                               | Sindaco                 |        |
| 1970           | 1980           | Raffaele Camisani       | ???                               | Sindaco                 |        |
| 1980           | 1985           | Vincenzo Cattina        | ???                               | Sindaco                 |        |
| 1985           | 1995           | Raffaele Camisani       | ???                               | Sindaco                 |        |
| 1995           | 14 giugno 2004 | Giuliano Pegoiani       | Lista civica                      | Sindaco                 | [ 12 ] |
| 14 giugno 2004 | 25 maggio 2014 | Patrizia Cherubini      | Lista civica                      | Sindaco                 |        |
| 26 maggio 2014 | 26 maggio 2019 | Marco Scartapacchio     | Lista civica                      | Sindaco                 |        |
| 27 maggio 2019 | in carica      | Marco Scartapacchio     | Lista civica                      | Sindaco                 |        |

### Gemellaggi
- Mazaricos, dal 2004
- Vara, dal 2004
- Chanovice, dal 2004
- Vorũ, dal 2004
- Kunszentmarton, dal 2004
- Abàdszalòk, dal 2004

## Sport
L'Unione Sportiva Cigolese è una squadra amatoriale di calcio a 7. Nata nel 2005, milita nel campionato élite, che riunisce le migliori squadre della provincia.